# Принцесса и Дракон (мультфильм)
«Принце́сса и Драко́н» — российский полнометражный анимационный фильм, созданный компанией ООО «Лицензионные бренды»  при государственной финансовой поддержке «Фонда Кино».

## Сюжет
В одном королевстве жила принцесса Варвара. Её папой был король Алистер, а её мама, королева Анна, однажды таинственным образом пропала и никто не знал где она. Пока король отчаянно занимался поисками королевы, воспитанием принцессы Варвары занимался советник короля Бальтазар. Когда Варваре исполнилось 7 лет, она нашла волшебную книгу, которая перенесла её в Сказочную страну. Там она познакомилась с маленьким Дракошей и другими жителями этой страны. Во время путешествий в Сказочную страну Варвара нашла магическое зеркало, с помощью которого она могла общаться с другими жителями этого мира. Когда Варвара вернулась в свой мир, она вспомнила, что у Бальтазара тоже есть такое зеркало. Она решила незаметно пробраться в комнату Бальтазара, надеясь, что с помощью зеркала она сможет отыскать свою маму. Но Бальтазар спрятал свое зеркало в подземелье. Тогда Варвара вернулась в Сказочную страну и попросила Дракошу помочь ей. Они вместе вернулись в замок Варвары и нашли магическое зеркало Бальтазара. У Варвары появилась возможность поговорить со своей заколдованной мамой, которая обещала обязательно к ней вернуться…
Практически сразу после своего обещания, мама, которой не было несколько лет, вдруг зашла в комнату к Варваре. Не появилась волшебным образом, а просто зашла, как мимо проходила. А на естественный вопрос дочери «Мамочка, где ты так долго была?» ответила: «Я тебе потом всё расскажу, когда подрастёшь».

## Персонажи
- Принцесса Варвара — маленькая Варвара живёт во дворце вместе со своим отцом, королём Алистером. Варвара энергичная и любознательная девочка, обладающая исключительным воображением.
- Королева Анна — мама Варвары. Волшебница, пропавшая при загадочных обстоятельствах.
- Король Алистер — отец Варвары, страдающий после исчезновения королевы и передавший всю власть и полномочия своему советнику Бальтазару.
- Бальтазар — советник короля и главный антагонист мультфильма. Было время, когда он был очень могущественным злым колдуном, но со временем стал слабее. Он мечтает о том, чтобы вернуть свою силу.
- Арри — хитрый и мстительный слуга Бальтазара. Он является главной причиной всех интриг во дворце. Арри ненавидит кота по имени Голиаф.
- Кот Голиаф — любимый питомец королевы. Он оберегает и защищает Варвару и короля. Он мечтает съесть Арри.
- Дракоша — маленький дракон. Он первый, кого встретила Варвара в Волшебной стране. Дракоша очень быстро стал лучшим другом Варвары.
- Дядя Дра — путешественник, ученый и философ. Спокойный и здравомыслящий наставник Дракоши с неоспоримым авторитетом.
- Гном Умник — прирожденный лидер. Ему нравится быть ответственным за других . Он самый благоразумный среди всех гномов. Время от времени другие гномы пытаются оспаривать его авторитет, но все равно в итоге подчиняются Умнику.
- Гном Весельчак — неугомонный гном, который сует свой нос во все дела. Он всегда готов дать свой совет и высказать свое мнение по любому поводу, даже если этого и не требуется.
- Гном Шустрик — самый весёлый и смешной гном из всех. Он охотно шутит и любит дурачиться. Другие гномы не воспринимают его всерьёз, но это его не беспокоит.
- Гном Молчун — самый флегматичный из всех гномов. Он никогда не спорит и пытается держаться подальше от любой ссоры.

## Роли озвучивали
| Актёр                 | Роль                       |
| --------------------- | -------------------------- |
| Ани Лорак             | Варвара                    |
| Ирина Киреева         | Королева Анна              |
| Сергей Смирнов        | Дракоша                    |
| Василий Дахненко      | Дядя Дра / Дядя Юлиус      |
| Диомид Виноградов     | Король Алистер, Рассказчик |
| Константин Кожевников | Бальтазар                  |
| Даниил Щебланов       | Шут Арри / говорящая дверь |
| Лина Иванова          | гном Умник                 |
| Элиза Мартиросова     | гном Весельчак             |
| Варвара Чабан         | гном Молчун                |
| Екатерина Виноградова | гном Шустрик               |

## Музыка
В фильме прозвучали музыкальные произведения:
- «Ты поверишь в чудо» (саундтрек), музыка Д. Мородер, слова И. Китаев;
- «Песня Варвары», «Песня Бальтазара», «Песня Короля», музыка А. Грызлов, В. Ровенский, слова В. Ровенский;
- «Песня Арри», музыка Д. Дворецкий, В. Ровенский, слова В. Ровенский.

## Создание
- Фильм создан ООО «Лицензионные бренды» при государственной финансовой поддержке «Фонда Кино».[2]
- Создание фильма было начато в июне 2015 года, а в международный прокат проект вышел в августе 2018. Для фильма было разработано 36 персонажей, около 356 объектов и 20 локаций.
- Главную героиню Варвару озвучила украинская певица и народная артистка Украины Ани Лорак.
- Специально для мультфильма «Принцесса и Дракон» была записана кавер-версия на мировой хит «The Never Ending Story» — песня из кинофильма 1984 года «Бесконечная история», написанная композитором Джорджио Мородером, которая стала саундтреком к фильму. Песня была записана для анимационной ленты сразу на русском и английском языках. Версия на русском языке получила название «И ты поверишь в Чудо». Впоследствии, певица Ани Лорак выпустила клип на саундтрек к мультфильму «Принцесса и Дракон».[3]
- Это дебютный полнометражный проект режиссера Марины Нефедовой.

## Показ
Торжественный премьерный показ состоялся 19 августа 2018 года, в широкий прокат в России фильм вышел 23 августа 2018 года.
В первые выходные фильм собрал 35,9 млн рублей, войдя в тройку лидеров кинопроката в России и странах СНГ по итогам выходных.